# Noctua caliginosa
Noctua caliginosa là một loài bướm đêm trong họ Noctuidae.